# Pharaoh (trò chơi điện tử)
Pharaoh là tựa game xây dựng thành phố đồ họa isometric được phát hành vào ngày 5 tháng 11 năm 1999. Game này được hãng Impressions Games tạo ra và do Sierra Studios phát hành dành cho Microsoft Windows. Sử dụng cùng một game engine và các nguyên tắc của Caesar III (cũng của hãng Sierra Entertainment), đây là trò chơi đầu tiên như vậy trong dòng game City Building của Sierra tập trung vào một nền văn minh khác của thời cổ đại. Người chơi giám sát việc xây dựng và quản lý các thành phố cũng như khu định cư ở Ai Cập cổ đại, quản lý vi mô mọi khía cạnh của thành phố để đảm bảo người dân được cung cấp thức ăn, việc làm, sức khỏe và được bảo vệ khỏi bệnh tật, thiên tai và chiến tranh. Bản mở rộng mang tên Cleopatra: Queen of the Nile được phát hành năm 2000 do hãng BreakAway Games phát triển. Năm 2001, cả trò chơi này và bản mở rộng đều được gộp lại thành Pharaoh Gold. Bản làm lại có tựa đề Pharaoh: A New Era được Triskell Interactive và Dotemu phát hành vào năm 2023.

## Lối chơi
Pharaoh được chơi từ góc nhìn isometric 2D; mức độ phóng đại được cố định nhưng góc nhìn có thể được thay đổi ở góc 90 độ, ngược chiều kim đồng hồ hoặc theo chiều kim đồng hồ. Phần lớn việc điều khiển được quản lý thông qua phím tắt chuột và bàn phím, trong hệ thống giao diện tương tự như Caesar III. Có nhiều nút dành cho các loại công trình khác nhau như nhà ở và đường sá, xem thông điệp, sửa lỗi, xoay vòng theo chu kỳ qua các điểm rắc rối, bản đồ Ai Cập cổ đại và các khu vực xung quanh, một nhóm cố vấn (được gọi là Giám sát viên) cung cấp thông tin về sự phát triển của thành phố và bất kỳ vấn đề nào gặp phải và các lớp phủ trong game trình bày chi tiết các vấn đề và việc đáp ứng nhu cầu về nhà ở. Tất cả các khía cạnh của đời sống thành phố, chẳng hạn như nhà ở, tôn giáo, chiến tranh và thương mại, đều được thiết kế cẩn thận hòng phản ánh gần gũi nhất với các thành phố Ai Cập cổ đại thực tế vào thời đó, bao gồm cả hàng hóa và dịch vụ sẵn có. Tên của nhiều pharaoh khác nhau được sử dụng cùng với sự xuất hiện của các nhân vật lịch sử trong lịch sử cổ đại của Ai Cập và thông tin bách khoa hạn chế về phong tục tập quán của người Ai Cập cổ đại được cung cấp trong menu trợ giúp và tập sách hướng dẫn của trò chơi. Mặc dù trò chơi sử dụng deben làm tiền tệ, nhưng không có loại tiền kim loại tiêu chuẩn nào được biết là đã được sử dụng ở Ai Cập cổ đại. Mặc dù khía cạnh giống như giải đố của Pharaoh khiến mô phỏng không thực tế, trò chơi vẫn giữ đúng trình tự thời gian và niên biểu các sự kiện lớn trong lịch sử Ai Cập, bao gồm việc xây dựng tượng đài, chiến tranh và thảm họa quốc gia, sự sinh thành và cái chết của các nhà lãnh đạo nổi tiếng, cùng sự hưng vong của các thành phố cổ đại.

### Phần chơi

Giao diện lối chơi trong game Pharaoh

Trò chơi có hai phần chơi – chiến dịch (Campaign) và xây dựng tự do (Free-build). Trong phần chơi chiến dịch, người chơi tập trung vào việc gầy dựng những thành phố qua các thời kỳ khác nhau của Ai Cập cổ đại, ban đầu xoay quanh các khu định cư du mục, trước khi được giao nhiệm vụ xây dựng các trung tâm thương mại, thành phố lớn và tượng đài cho các nhà lãnh đạo Ai Cập cổ đại khác nhau. Khi mục chơi chiến dịch tiến triển, người chơi sẽ được thăng hạng cho đến khi chính họ trở thành Pharaoh. Người chơi hoạt động trong năm thời kỳ lịch sử của Ai Cập cổ đại (sáu thời kỳ bao gồm Cleopatra), với thời kỳ đầu tiên đóng vai trò là phần hướng dẫn cơ bản. Trong các giai đoạn sau, người chơi có quyền lựa chọn giữa hai nhiệm vụ, thường là các lựa chọn thay thế về hòa bình và quân sự, nhưng chỉ cần hoàn thành một trong hai nhiệm vụ để tiếp tục phần chơi chiến dịch.
Trong phần chơi xây dựng tự do, người chơi được lựa chọn khoảng hàng chục kịch bản độc lập. Một số không có điều kiện giành chiến thắng, cho phép xây dựng thành phố theo kiểu chơi "sandbox" có kết thúc mở, trong khi số khác đưa ra các mục tiêu cần đạt được. Trò chơi cung cấp công cụ tạo màn để tạo điều kiện thuận lợi cho việc tạo các kịch bản do người dùng thiết kế cho phần chơi này.

## Đón nhận

### Phê bình
Pharaoh chủ yếu nhận được những đánh giá tích cực, với xếp hạng trung bình là 82,45% trên GameRankings. Daniel Erickson đã đánh giá phiên bản PC của trò chơi dành cho tạp chí Next Generation, xếp hạng 4 trên 5 sao và tuyên bố rằng "Xây dựng kim tự tháp và quản lý vùng ngập lũ kết hợp với nhau để tạo nên một công cụ xây dựng thành phố xuất sắc".
Viện Hàn lâm Khoa học & Nghệ thuật Tương tác đã vinh danh Pharaoh là người lọt vào vòng chung kết "Thành tựu Chỉ đạo Nghệ thuật Xuất sắc" cho Giải thưởng Thành tựu Tương tác Thường niên lần thứ 3, giải thưởng cuối cùng được trao cho Final Fantasy VIII.

### Doanh số
Tại thị trường Đức, Pharaoh ra mắt ở vị trí thứ 4 trên bảng xếp hạng doanh số bán game máy tính của Media Control vào nửa cuối tháng 11 năm 1999. Nó đã có sáu tuần đứng đầu bảng xếp hạng tính đến cuối năm, với vị trí thứ năm vào tháng 12. Năm sau, Pharaoh tiếp tục ở vị trí thứ 5 trong tháng 1 và đứng thứ 6 trong tháng 2. Tháng 4 năm 2000, Verband der Unterhaltungssoftware Deutschland (VUD) đã trao giải "Vàng" cho tựa game này, cho thấy doanh số bán được ít nhất 100.000 bản trên khắp Đức, Áo và Thụy Sĩ. Nó vẫn nằm trong top 10 của Media Control cho đến tháng 8 năm 2000, và trong top 20 cho đến tháng 11. Vào thời điểm đó, Pharaoh đã giữ vững vị trí trong top 30 của công ty trong suốt 13 tháng liền.
Pharaoh đã trở thành một cú hit trên toàn thế giới. Theo MeriStation, doanh số toàn cầu kết hợp của nó với Caesar III đã vượt qua 1 triệu bản vào tháng 7 năm 2000.

## Bản mở rộng

Hình bìa bản mở rộng Cleopatra: Queen of the Nile

Game được bổ sung thêm một bản mở rộng mang tên Cleopatra: Queen of the Nile, do hãng BreakAway Games phát triển vào năm sau, mở rộng phần chơi chiến dịch chính của trò chơi sang thời kỳ Hy Lạp hóa. Cả bản gốc và bản mở rộng đều được nhắc đến phổ biến và có thể được mua dưới dạng một tựa game chung với tên gọi Pharaoh and Cleopatra.

## Di sản

### Phần tiếp theo
Tựa game tiếp theo trong dòng City Building là Zeus: Master of Olympus được phát hành vào năm 2000. Trò chơi có một số thay đổi, bao gồm lấy bối cảnh ở Hy Lạp cổ đại cũng như những thay đổi đối với một số cơ chế về mặt lối chơi; thế nhưng về hầu hết các khía cạnh, nó được coi là rất giống với Pharaoh. Năm 2004, một trò chơi khác trong dòng game này vẫn lấy bối cảnh ở Ai Cập cổ đại: Immortal Cities: Children of the Nile.

### Bản làm lại
Bản làm lại mang tên Pharaoh: A New Era được Triskell Interactive và Dotemu công bố vào tháng 8 năm 2020. Quá trình phát triển ban đầu dự kiến sẽ có mã mới cho các hệ thống máy tính hiện đại và giao diện người dùng được cập nhật, đồng thời bao gồm phần chơi chiến dịch từ cả Pharaoh và bản mở rộng Cleopatra: Queen of the Nile. Bản làm lại được phát hành vào ngày 15 tháng 2 năm 2023.

### Trò chơi tương tự
Nebuchadnezzar (2021) và Builders of Egypt (TBA) được so sánh với Pharaoh vì có lối chơi và bối cảnh tương tự nhau.